# Veronica Rayne
Veronica Rayne (Newbury, Massachusetts; 29 de noviembre de 1976) es una actriz pornográfica estadounidense.

## Biografía
Tras su etapa en un instituto privado, Rayne pasó al Valencia Community College donde obtuvo un graduado en empresas.
Mientras trabajaba en un night club, que ella misma gestionaba, conoció a Jack Vegas, que era el encargado del local.
El 25 de agosto de 2008, Rayne y Vegas abrieron un salón restaurante en Tarzana (Los Ángeles) llamado Oxygen.
Aparece en el reality show televisivo My Bare Lady 2.

## Premios y nominaciones
- 2008 AVN Award nominada - Mejor Escena de Sexo en Grupo, Video - Upload.[4]
- 2009 AVN Award nominada – The Jenna Jameson Crossover Star of the Year.[5]
- 2009 AVN Award nominada – Mejor Escena de Sexo en Grupo – Pirates II: Stagnetti's Revenge.[5]